# Visolaje
Visolaje (Hongaars: Viszolaj) is een Slowaakse gemeente in de regio Trenčín, en maakt deel uit van het district Púchov.
Visolaje telt 924 inwoners.